# 話題のアンテナ 日本全国8時です
『話題のアンテナ 日本全国8時です』（わだいのアンテナ にほんぜんこくはちじです）は、TBSラジオをキーステーションにJRN系列局のうち31局で同時生放送しているラジオ番組。1972年12月4日から放送されている長寿番組である。

## 番組概要
『おはよう片山竜二です』から『鈴木くんのこんがりトースト』に内包されていた頃までは、今朝のニュースや話題、系列を結んでの企画も放送されるなど情報色が強く、また日替わりのコメンテーターによりそれぞれの専門分野についてのコラムを展開、TBSラジオでは全国放送が終了した後も、引き続き平日のみ8:30ごろまで、同じトヨタ自動車・トヨタディーラー一社協賛、同一コメンテーターが出演しての「話のサイドミラー」のコーナーが放送され、実質的に30分バージョンで放送されていた（『スタンバイ!』開始後はタイトルを「タケローのトークパレット」に変更し、スポンサーも東京地区のトヨタディーラーへ変更された。スポンサーに関しては後述）。またネット局でも、福井放送など全国パート終了後にローカルコーナーを本番組扱いで放送していた局もある。
1990年4月9日からスタートした『森本毅郎・スタンバイ!』になってからは、番組の性質から硬派な報道色に路線変更し、毎日日替わりのゲストが自らの専門分野を中心にトークを繰り広げる。局によりワイド番組に内包される場合と独立した番組枠で放送されている場合がある。2012年9月29日までは月曜 - 土曜放送だったが、2012年9月29日放送を最後に土曜放送が一旦廃止され、10月1日より平日のみ放送に変更された。
2013年4月から土曜放送を再開。基本として、週替わりでゲストを迎える書評「暮らしに+PLUS!週末ブックガイド」を編成している。ただし、2014年1月から3月までは「ちょっと相談、弁護士さん!」、5月24日から6月14日は「脳卒中にならないための心臓の話」、8月2日からは「まるごと住まい百科」を放送。「ちょっと相談、弁護士さん!」と「脳卒中にならないための心臓の話」、「まるごと住まい百科」については、JRN系列の一部で単独番組として遅れネットを実施している（後述）。
2017年3月をもって、土曜日の内包先番組であった『土曜朝イチエンタ。堀尾正明+PLUS!』が終了。4月からは『蓮見孝之 まとめて!土曜日』に内包先が変更され、「まとめて!スポーツ」をテーマに、2012年9月以来4年半ぶりに生島淳がコメンテーターを担当することになった。この頃から土曜日のタイトルジングルから「話題のアンテナ」が外されている。
なお平日に関しては2020年3月30日放送分から完全リニューアルし、「森本毅郎・スタンバイ!」の7時台「ニュースズームアップ」のコーナーから、そのままレギュラーコメンテーター全員をこのコーナーにも出演させている（実質的に担当時間帯拡大）。2022年4月に森本が腰痛での長期入院による休養から復帰後、4月25日放送分よりオープニングのタイトルテーマソングが変更された。年末年始については森本・遠藤とレギュラーコメンテーターが正月休みとなっているため、通常の体裁ではなく、2020年・2021年はスポーツの話題を、TBSアナウンサーやスポーツライターにインタビューする形を取っていたが、2022年は過去の放送の再放送を行っている。

## 放送時間
日本（制作局：TBSラジオ）
毎週月曜 - 土曜 8:00 - 8:15 （JST）
 アメリカ合衆国（ハワイ州：KZOO）
毎週月曜 - 木曜 13:00 - 13:15 （ハワイ時間）

### ポッドキャスティングによる配信
土曜版は2008年10月より、『土曜朝イチエンタ。堀尾正明+PLUS!』の一部としてポッドキャスティング配信を開始（2012年9月で一度廃止された際、土曜版の配信を中止。2013年4月以降も配信しなかったが、2014年8月2日開始のシリーズ「まるごと住まい百科」から再開）。
その後、平日版も『森本毅郎・スタンバイ!』の一部として配信を始めた。
2016年6月30日をもってTBSラジオのポッドキャストサービスが終了したのに伴い、配信を終了した。後継のサービスである「TBSラジオクラウド」では配信していない。2017年4月1日から、土曜日に限り『蓮見孝之のまとめて!土曜日』の1コーナー扱いで当番組のクラウドでの配信を開始した（2021年10月からポッドキャストが再開された）。

### YouTube、Twitterでの配信
2022年4月25日から『森本毅郎・スタンバイ!』がTBSラジオ公式YouTubeチャンネルと番組のTwitterアカウントでも同時配信を始めたことに伴い、当番組も平日に限りYouTubeやTwitterを介して聴けるようになった。CM中は無音となる。現在は終了。

## パーソナリティ
森本・遠藤・北村はフリーアナウンサー。
月曜日 - 金曜日
森本毅郎（1990年4月 - ）
遠藤泰子（1986年4月 - ）
土曜日
藤森祥平（TBS報道局ニュースデスク兼アナウンサー、2023年10月 - ）
北村まあさ（2017年4月 - ）

### 過去に担当していたパーソナリティ

#### 月曜日 - 金曜日
『おはよう片山竜二です』内包時
片山竜二
宇野淑子
『おはよう利根川裕です』内包時
利根川裕
『おはよう土居まさるです』内包時
土居まさる
竹下典子
『The Radio お元気ですか土居まさるです』内包時
土居まさる
『鈴木くんのこんがりトースト』内包時
鈴木順
長谷川昌子

#### 土曜日
『土曜日です おはよう大沢悠里です』内包時
大沢悠里
小鳩くるみ
『山田二郎の土曜だワッショイ!』内包時
山田二郎
白井京子
香川愛
『土曜ニュースプラザ』内包時
荻島正己
草柳文恵
長岡杏子
石川央子
広重玲子
『中村尚登 ニュースプラザ』内包時
中村尚登（ - 2008年9月）
有村美香
長谷川洋子
竹下栄梨子
古瀬絵理（ - 2008年9月）
『土曜朝イチエンタ。堀尾正明+PLUS!』内包時
堀尾正明（2008年10月 - 2012年9月、2013年4月 - 2017年3月）
田中雅美（2008年10月 - 2010年4月）
秋沢淳子（2010年4月 - 2012年9月、2013年4月 - 2014年9月）
長峰由紀（TBSアナウンサー、2014年10月 - 2017年3月）
2016年12月31日は堀尾・長峰共に年末休暇により不在だったため、春風亭一之輔・皆川玲奈（TBSアナウンサー）が代行を務めた。
『蓮見孝之 まとめて!土曜日』
蓮見孝之（TBSアナウンサー、2017年4月 - 2023年9月）
ただし体調不良により休職中のため実質的には2023年6月で降板。この間は赤荻歩などのTBSアナウンサーが週替わりで代役を担当していた

## ゲスト（2020年4月からはコメンテーターに衣替え。土曜日のみゲストとして継続）
月曜日：山田恵資（時事通信社解説委員長。2020年3月30日 -  ）※かつて2013年4月2日 - 2014年7月1日までは火曜日に出演し、2014年7月7日 - 2015年9月28日までは月曜日担当だった。2020年3月30日放送分から4年半ぶりに復帰した。
火曜日：酒井綱一郎（ジャーナリスト、日経BP社取締役。2020年3月31日 - ）
水曜日：伊藤芳明（ジャーナリスト、毎日新聞特別論説顧問。2020年4月1日 - 。2017年4月4日 - 2020年3月24日までは火曜日（一部木曜日も代理担当））
木曜日：渋谷和宏（作家・経済ジャーナリスト、元日経ビジネスアソシエ編集長。2021年1月7日 - ）※2020年8月12日と8月19日放送分では伊藤芳明が夏休みの為、2週連続水曜日に出演した。その後2021年1月7日から「森本毅郎・スタンバイ!」の木曜日コメンテーターとして復帰。かつては森本が不在の際に随時この番組でのMCも経験していた。
金曜日：伊藤洋一（金融アナリスト・経済ジャーナリスト。2020年4月3日 -  ）
土曜日：生島淳（スポーツジャーナリスト。2008年10月4日 - 2012年9月29日・2017年4月1日 - ）※電話出演となる場合も多い。

### 過去に担当していたレギュラーゲスト

#### 平日
- 佐瀬稔（月曜日・作家、スポーツライター。1990年4月9日 - 1998年4月6日）
- 吉岡忍（火曜日・作家。1990年4月10日 - 1991年9月24日）
- 清水国明（金曜日→木曜日・タレント。1990年4月13日 - 1991年10月4日、1992年4月9日 - 1993年4月1日）※卒業後「噂の!東京マガジン」にて森本と共演。
- 武見敬三（木曜日・キャスター。1990年4月12日 - 1992年4月2日）※後に政治家に転身。
- 松原聡（水曜日→木曜日・東洋大学教授。1992年4月1日 - 1994年3月30日、1994年4月7日 - 2001年3月29日）
- 高木美也子（水曜日→木曜日→水曜日・生命倫理学者。1990年4月11日 - 1992年3月25日、1993年4月8日 - 1994年3月31日、1994年4月6日 - 1996年3月27日）
- 細野真宏（木曜日・作家）
- 荒川洋治（火曜日・詩人。1991年10月8日 - 2013年3月12日）
- 森啓次郎（木曜日・元週刊朝日編集長。2002年3月28日 - 2002年6月27日）※月尾がこの間に海外にてカヌー冒険に挑戦していたので代理で出演。
- 藤原和博（木曜日・教育評論家。2002年7月4日 - 2003年3月27日）※藤原も森の後を受け継いで月尾がこの間に海外にてカヌー冒険中だったので代理で出演。その後東京都杉並区の中学校に民間校長に就任した。
- 永谷脩（月曜日・スポーツライター。1998年4月13日 - 2014年3月31日）※月曜日当日、キャンプ取材やシーズン中の時には現地からの電話出演が随時あった。
- 初田啓介、清原正博（月曜日・共にTBSアナウンサー。2014年4月7日 - 6月30日）[注 3]
- 玉木研二（火曜日・毎日新聞社論説室専門編集委員。2014年7月8日 - 2014年9月30日）
- 嶌信彦（火曜日・ジャーナリスト。2015年10月6日 - 2017年3月28日）※スタンバイ放送開始当初から出演。『朝のファンファーレ』→『ニュースズームアップ』のコメンテーターとして長年出演していた。卒業した2017年3月28日放送は火曜コメンテーター酒井綱一郎と共に「ニュースズームアップ」「スタンバイトークファイル」まで出演した。
- 小沢遼子（金曜日・評論家。1991年10月11日 - 2017年3月24日）
- 森田正光（水曜日・気象予報士、お天気キャスター。1990年開始当初は不定期出演し、1996年4月3日 - 2020年3月25日）※「スタンバイ!」には番組開始当初から「タケロートークパレット」など随時出演を経てレギュラーゲストとして出演。しかし番組卒業後、2020年9月7日放送の「ニュースズームアップ」にて久々に電話出演した。
- 月尾嘉男（木曜日・東大名誉教授、工学博士。2001年2月から不定期出演後、2001年4月5日 - 2002年3月21日、2003年4月3日 - 2020年3月26日） ※一度降板し海外へカヌー冒険をしていた。
- 松井宏夫（火曜日→月曜日・医学ジャーナリスト。2014年10月7日 - 2015年9月29日までは火曜日。2015年10月5日 - 2020年3月23日までは月曜日担当）
- 赤坂英一（金曜日・スポーツライター。2016年は3回ほど出演し、2017年3月31日 - 2020年3月27日）
- 山縣裕一郎（木曜日・東洋経済新報社代表取締役会長、2020年4月2日 - 2020年12月24日）

#### 土曜日
- 加来耕三（土曜日・作家。 - 2008年9月27日）

## スポンサーの変遷
- 2009年3月31日までは、月曜日 - 土曜日、トヨタ自動車・トヨタディーラーが長年提供していた。前述の通り、全国パート20分の後、関東ローカルでの「話のサイドミラー（後のタケローのトークパレットの初期も含む）」もトヨタ自動車提供のため、実質30分コーナーだった。しかし、業績悪化に伴う広告費削減などの理由によりスポンサーを降板。
- トヨタ自動車・トヨタディーラーの降板後はローカルセールス枠に格下げされ、2009年4月1日から11月30日まではパーティシペーションCMやJAROの広告が流されていた[注 4]。
- 2009年12月より新たなスポンサー企業が現れ、平日は再びネットワークセールスに戻った。2021年4月以後現在は、表面上はキユーピー一社提供番組であるが、実際にはPT扱いのスポンサー・ないしは協賛者なしの穴埋めとしてACジャパンの公共広告を挿入している[注 5]。土曜日は引き続きローカルセールス枠で、各ネット局が個別にCMを放送（CM無しとなる放送局もある）。土曜日は一部地域で自社制作特番に差し替えとなる場合もあった。
- 東北地方太平洋沖地震（東日本大震災）の影響により、2011年3月14日以降はほとんどのスポンサーがCMを自粛しACジャパンなどの公共CMに差し替えたが、4月からCMを再開している（当初はPT扱いであったが、数日後に正式に提供を再開）。
- 2009年4月以降、平日のスポンサーアナウンスはすべて遠藤が行っている。
  - オープニング：全局共通で生アナウンス。

（森本）タイトルコール「8時になりました。『話題のアンテナ 日本全国8時です』」と述べたのち、「今朝（毎週△曜日）のコメンテーターは、（××の）〇〇さんです」（××は肩書、〇〇は担当者名）[注 6]とアナウンスしてから
（遠藤）協賛各社[注 7]をアナウンスする。
  - このスポンサーの読み上げは2009年3月までは森本が担当していたが、その後は遠藤の担当となっている。
  - エンディング：TBSのみ生アナウンス（提供の後に「スタンバイトークファイル」の予告も併せて行うため）、他のネット局では事前収録のアナウンス音源となっている[注 8]。以前は変更されることも少なかったが、2012年10月以降は月ごとに細かい変更を繰り返すようになった。

## 未ネット局における対応
近畿広域圏のJRN加盟局では、朝日放送→ABCラジオ・毎日放送→MBSラジオとも、自主編成を優先しているため当番組を放送していない。平日のABCでは、企画ネット番組に準ずるスポンサーネット扱いのコーナーを、同時間帯に放送する自社制作のワイド番組内に編成。実際には提供クレジットを挿入せず、ネットCMを（スポットとほぼ同義の）パーティシペーション扱いで当該コーナーの前後に流している。もっとも、近畿広域圏内や近隣地域でJRNに加盟している県域ラジオ局（和歌山放送や四国放送）が当番組の同時ネットを実施しているため、当該ネット局の電波を受信できるエリアでは当番組の聴取が可能。近畿広域圏内でも、radikoのエリアフリー聴取サービスを利用すれば、TBSラジオやネット局からの配信音源をリアルタイムで聴取できる。
中京広域圏でも、JRN加盟局のCBCラジオが当番組を放送しない代わりに、平日の同時間帯に放送する自社制作のワイド番組内でネットCMだけを流している。
このような事情から、当番組でネット各局からのリポートを放送していた時期にも、中京広域圏と（和歌山県を除く）近畿広域圏を話題を取り上げる機会はほとんどなかった。ただし、ABCとCBCでは、「脳卒中にならないための心臓の話」「まるごと住まい百科」「ちょっと相談、弁護士さん!」を単独番組として遅れネットで放送していた。
香川県の西日本放送（RNC）でも、2024年9月まで長年平日版は本番組をネットしなかった（周辺の南海放送・四国放送・RSK山陽放送・中国放送での聴取は可能）が、2024年10月より平日版をネットすることになった。また、土曜版は2011年10月からネットしている。なお、平日版ネット開始前の本編中のCMについての扱いは不明。また、ABCラジオ・CBCラジオとは異なり、「脳卒中にならないための心臓の話」・「まるごと住まい百科」も放送しなかった。
1983年にNRN単独局からJRNとのクロスネット局になった 山口放送もRNCと同じく長年ネットしてなかったが、2011年4月から平日版を、翌年の2012年4月から土曜版をネットすることとなった。このため、2009年3月までのトヨタ自動車・トヨタディーラーのスポンサー当時は当番組を放送することがなかった。

## ネット局
ラジオ・テレビ兼営局でラジオ部門が独立記事（子記事）になっている場合は、独立記事（子記事）へリンクする。
ワイド番組に内包しない場合は「単独番組」と表記。
以下の内容は、2024年10月現在のもの。

### 平日版
| 放送対象地域  | 放送局名                      | 内包番組                      | 備考 |
| ------------- | ----------------------------- | ----------------------------- | --- |
| 関東広域圏    | TBSラジオ（TBS）              | 森本毅郎・スタンバイ!         | 制作局 |
| 北海道        | 北海道放送（HBC）             | 朝刊さくらい                  | 平日のみ放送。 |
| 青森県        | 青森放送（RAB）               | 朝わい!くりっぷ               | |
| 岩手県        | IBC岩手放送（IBC）            | 朝からRADIO                   | |
| 宮城県        | 東北放送（tbc）               | 単独番組                      | 平日のみ放送。 |
| 秋田県        | 秋田放送（ABS）               | あさ採りワイド秋田便          | |
| 山形県        | 山形放送（YBC）               | グッとモーニン!!              | |
| 福島県        | ラジオ福島（rfc）             | レディ・オン                  | 2017年より1月2日・1月3日は「箱根駅伝実況中継」を8:00から放送するため 臨時でネットを返上し、中継内で当番組内で流れるCMを放送している。 |
| 山梨県        | 山梨放送（YBS）               | 909morning                    | |
| 長野県        | 信越放送（SBC）               | モーニングワイド ラジオJ      | 平日のみ放送。 |
| 新潟県        | 新潟放送（BSN）               | 石塚かおりのBrand New Day     | |
| 静岡県        | 静岡放送（SBS）               | IPPO                          | |
| 富山県        | 北日本放送（KNB）             | KNBモーニングすくらんぶる     | |
| 石川県        | 北陸放送（MRO）               | 単独番組                      | |
| 福井県        | 福井放送（FBC）               | 単独番組                      | |
| 和歌山県      | 和歌山放送（wbs）             | グッディ!                     | |
| 岡山県        | RSK山陽放送（RSK）            | 天神ワイド朝                  | |
| 島根県 鳥取県 | 山陰放送（BSS）               | あさスタ♪                     | |
| 広島県        | 中国放送（RCC）               | 本名正憲のおはようラジオ      | 平日のみ放送。8月6日が平日の場合は広島平和記念式典の中継を優先するため、ネット返上。                                                  |
| 山口県        | 山口放送（KRY）               | おはようKRY                   | 2011年4月4日ネット開始 |
| 香川県        | 西日本放送（RNC）             | さわやかラジオ ラ・フレッシュ | 2024年10月ネット開始 |
| 愛媛県        | 南海放送（RNB）               | モーニングディライト          | |
| 高知県        | 高知放送（RKC）               | 単独番組                      | |
| 徳島県        | 四国放送（JRT）               | 単独番組                      | |
| 福岡県        | RKB毎日放送（RKB）            | 田畑竜介 Grooooow Up          | 平日のみ放送。2009年4月3日をもって一旦打ち切り、10月5日から平日のみネット再開                                                         |
| 長崎県 佐賀県 | 長崎放送（NBC） NBCラジオ佐賀 | 早版!! あさカラ!              | |
| 熊本県        | 熊本放送（RKK）               | Wakey Wakey!                  | |
| 大分県        | 大分放送（OBS）               | モーニングエナジー            | |
| 宮崎県        | 宮崎放送（mrt）               | おはよう!ニュースキャッチ     | |
| 鹿児島県      | 南日本放送（MBC）             | モーニングスマイル            | |
| 沖縄県        | 琉球放送（RBC）               | アップ!!                      | |

### 土曜版
| 放送対象地域  | 放送局名                      | 内包番組               | 備考                                                 |
| ------------- | ----------------------------- | ---------------------- | ---------------------------------------------------- |
| 関東広域圏    | TBSラジオ（TBS）              | まとめて!土曜日        | 制作局                                               |
| 青森県        | 青森放送（RAB）               | 単独番組               |                                                      |
| 岩手県        | IBC岩手放送（IBC）            | 単独番組               |                                                      |
| 秋田県        | 秋田放送（ABS）               | 単独番組               |                                                      |
| 山形県        | 山形放送（YBC）               | 安藤勲の土曜は最高MAX! |                                                      |
| 福島県        | ラジオ福島（rfc）             | 単独番組               |                                                      |
| 山梨県        | 山梨放送（YBS）               | 単独番組               |                                                      |
| 新潟県        | 新潟放送（BSN）               | 単独番組               |                                                      |
| 静岡県        | 静岡放送（SBS）               | SATURDAY View→N        |                                                      |
| 富山県        | 北日本放送（KNB）             | 単独番組               |                                                      |
| 石川県        | 北陸放送（MRO）               | 単独番組               |                                                      |
| 福井県        | 福井放送（FBC）               | 単独番組               |                                                      |
| 和歌山県      | 和歌山放送（wbs）             | 単独番組               |                                                      |
| 岡山県        | RSK山陽放送（RSK）            | 単独番組               |                                                      |
| 島根県 鳥取県 | 山陰放送（BSS）               | 単独番組               |                                                      |
| 山口県        | 山口放送（KRY）               | 単独番組               | 2012年4月7日放送開始                                 |
| 香川県        | 西日本放送（RNC）             | 単独番組               | 2024年9月まで土曜日のみ放送、2011年10月8日ネット開始 |
| 愛媛県        | 南海放送（RNB）               | 単独番組               |                                                      |
| 高知県        | 高知放送（RKC）               | 単独番組               |                                                      |
| 徳島県        | 四国放送（JRT）               | 単独番組               |                                                      |
| 長崎県 佐賀県 | 長崎放送（NBC） NBCラジオ佐賀 | 単独番組               |                                                      |
| 熊本県        | 熊本放送（RKK）               | 単独番組               |                                                      |
| 大分県        | 大分放送（OBS）               | 単独番組               |                                                      |
| 宮崎県        | 宮崎放送（mrt）               | 単独番組               |                                                      |
| 鹿児島県      | 南日本放送（MBC）             | 単独番組               |                                                      |
| 沖縄県        | 琉球放送（RBC）               | 単独番組               |                                                      |

- 毎年1月2日・1月3日は「新春スポーツスペシャル 東京箱根間往復大学駅伝競走」（文化放送制作）を8:00から放送するため臨時でネットを返上する場合がある。その場合中継内で当番組内で流れるCMを放送している。局や編成によっては本番組（と本番組を内包している番組）を優先し駅伝中継は8:30ないしは9:00飛び乗りとする場合もある。
- この他夏の全国高等学校野球選手権大会開催期間中には、第1試合にネット局が所在する道県の代表校が出場する場合には、臨時にネット返上し朝日放送ラジオの試合中継のネット受けをする場合がある。
- 毎年12月25日は、『ラジオチャリティーミュージックソン』（幹事局：ニッポン放送）を放送する局[注 14]では、休止となる局がある。

### 日本国外
- KZOO（アメリカ合衆国・ハワイ州、TBSラジオに同じ）

### 「脳卒中にならないための心臓の話」遅れネット局
- CBCラジオ 土曜 6:50 - 7:00 （5月31日 - 6月21日）
- SBC 信越放送 土曜 7:50 - 8:00 （5月31日 - 6月21日）
- TBC 東北放送 土曜 8:00 - 8:09 （5月31日 - 6月21日、『ラジオマガジンEARLY BIRD』の1コーナー扱い）
- RCC 中国放送 日曜 7:15 - 7:25（6月1日 - 6月22日）
- HBC 北海道放送 日曜 8:35 - 8:45（6月1日 - 6月22日）
- RKB RKB毎日放送 日曜 8:45 - 8:54（6月1日 - 6月22日、『サンデースイングライフ』の1コーナー扱い）
- ABC 朝日放送 水曜 17:00 - 17:10（6月4日 - 6月25日）

### 「まるごとすまい百科」遅れネット局
- CBCラジオ 土曜 6:50 - 7:00 （8月9日 - 9月27日）
- SBC 信越放送 土曜 7:50 - 8:00 （8月9日 - 9月27日）
- TBC 東北放送 土曜 8:00 - 8:09 （8月9日 - 9月27日、『ラジオマガジンEARLY BIRD』の1コーナー扱い）
- RCC 中国放送 土曜 9:30 - 9:40 （8月9日 - 9月27日、『一文字弥太郎の週末ナチュラリスト 朝ナマ!』の1コーナー扱い）
- ABC 朝日放送 日曜 7:45 - 7:55 （8月10日 - 9月28日）
- RKB RKB毎日放送 日曜 8:45 - 8:54 （8月10日 - 9月28日、『サンデースイングライフ』の1コーナー扱い）
- HBC 北海道放送 日曜 9:15 - 9:25 （8月10日 - 9月28日）

### 「ちょっと相談、弁護士さん!」10分版時差ネット局
- HBC 北海道放送 土曜 6:35 - 6:45 （10月4日 - ）
- RCC 中国放送 土曜 7:30 - 7:40 （10月4日 - 、『一文字弥太郎の週末ナチュラリスト 朝ナマ!』の1コーナー扱い）
- CBCラジオ 土曜 7:35ごろ - 7:45ごろ （10月4日 - 、『土曜ワイド 広瀬隆のラジオでいこう!』の1コーナー扱い）
- SBC 信越放送 土曜 7:40 - 7:50（10月4日 - ）
- TBC 東北放送 土曜 8:00 - 8:09（10月4日 - 、『ラジオマガジンEARLY BIRD』の1コーナー扱い）
- ABC 朝日放送 日曜 7:45 - 7:55 （10月5日 - ）
- RKB RKB毎日放送 日曜 8:45 - 8:54 （10月5日 - 、『サンデースイングライフ』の1コーナー扱い）

## 放送事故
- 2019年1月2日放送回で、前日放送した内容を誤ってそのまま放送した[注 15]として、番組ツイッターにて謝罪した[1]。